# سوالا
سوالا شهری در شهرستان نانورو در استان بولکیمده در بورکینافاسوی غربی مرکزی است جمعیت آن ۲۱۶۲ نفر است.